# کشتی در بازی‌های آسیایی ۲۰۱۰
مسابقات کشتی بازی‌های آسیایی ۲۰۱۰ از ۲۱ نوامبر تا ۲۶ نوامبر سال ۲۰۱۰ در شهر گوانگ‌ژو، چین برگزار شد.

## کشتی آزاد مردان
نتایج نهایی مسابقات کشتی آزاد به شرح زیر است:
| وزن‌ها       | طلا                  | نقره                  | برنز               |
| ۵۵ کیلوگرم  | دلشاد منصوراف        | یانگ کیونگ ایل        | کیم هیو ساب        |
| ۵۵ کیلوگرم  | دلشاد منصوراف        | یانگ کیونگ ایل        | یاسوهیرو اینابه    |
| ۶۰ کیلوگرم  | مانداخناران گانزوریگ | هیرویوکی اودا         | گائو فنگ           |
| ۶۰ کیلوگرم  | مانداخناران گانزوریگ | هیرویوکی اودا         | دارن ژوماگازیف     |
| ۶۶ کیلوگرم  | تاتسوهیرو یونمیتسو   | مهدی تقوی             | یانگ چون سونگ      |
| ۶۶ کیلوگرم  | تاتسوهیرو یونمیتسو   | مهدی تقوی             | لئونید اسپیریدونوف |
| ۷۴ کیلوگرم  | صادق گودرزی          | کازویوکی ناگاشیما     | دورجوانچیگ         |
| ۷۴ کیلوگرم  | صادق گودرزی          | کازویوکی ناگاشیما     | لی یون سئوک        |
| ۸۴ کیلوگرم  | جمال میرزایی         | لی جائه-سونگ          | اوسوخباتار پورو    |
| ۸۴ کیلوگرم  | جمال میرزایی         | لی جائه-سونگ          | یرمک بایدوشف       |
| ۹۶ کیلوگرم  | رضا یزدانی           | قربان قربانف          | تاکایو ایسوکاوا    |
| ۹۶ کیلوگرم  | رضا یزدانی           | قربان قربانف          | مایوسام ختری       |
| ۱۲۰ کیلوگرم | آرتور تایمازف        | جارگالسایخان چولونبات | فردین معصومی       |
| ۱۲۰ کیلوگرم | آرتور تایمازف        | جارگالسایخان چولونبات | لیانگ لی           |

## کشتی فرنگی مردان
نتایج نهایی مسابقات کشتی فرنگی به شرح زیر است:
| وزن‌ها       | طلا              | نقره              | برنز              |
| ۵۵ کیلوگرم  | کوهی هاسگاوا     | کانیبک ژولچوبکوف  | لی شوی جین        |
| ۵۵ کیلوگرم  | کوهی هاسگاوا     | کانیبک ژولچوبکوف  | مارات کاریشالوف   |
| ۶۰ کیلوگرم  | امید نوروزی      | جانگ جی هیون      | راویندر سینگ      |
| ۶۰ کیلوگرم  | امید نوروزی      | جانگ جی هیون      | ریوتارو ماتسوموتو |
| ۶۶ کیلوگرم  | سعید عبدولی      | دارخان بای احمداف | رانا سونیل کومار  |
| ۶۶ کیلوگرم  | سعید عبدولی      | دارخان بای احمداف | تسوتمو فوجیمورا   |
| ۷۴ کیلوگرم  | دانیار کوبونوف   | تسوکاسا تسوروماکی | فرشاد علیزاده     |
| ۷۴ کیلوگرم  | دانیار کوبونوف   | تسوکاسا تسوروماکی | پارک جین سانگ     |
| ۸۴ کیلوگرم  | طالب نعمت‌پور     | لی سه ئول         | الخازور اوزدیف    |
| ۸۴ کیلوگرم  | طالب نعمت‌پور     | لی سه ئول         | یاناربک کنجی‌یف    |
| ۹۶ کیلوگرم  | بابک قربانی      | آست مامبتوف       | دیوید سالادزه     |
| ۹۶ کیلوگرم  | بابک قربانی      | آست مامبتوف       | آن چانگ گون       |
| ۱۲۰ کیلوگرم | نورماخان تینالیف | لیو دلی           | علی ندهیم         |
| ۱۲۰ کیلوگرم | نورماخان تینالیف | لیو دلی           | مرادجون تویچیف    |

## کشتی آزاد زنان
| وزن‌ها      | طلا           | نقره                  | برنز            |
| ۴۸ کیلوگرم | سو سیم هیانگ  | نگوین سیلوا           | هیتومی ساکاموتو |
| ۴۸ کیلوگرم | سو سیم هیانگ  | نگوین سیلوا           | کیم هیونگ جو    |
| ۵۵ کیلوگرم | سائوری یوشیدا | ژانگ لان              | ایم ابدیلدینا   |
| ۵۵ کیلوگرم | سائوری یوشیدا | ژانگ لان              | پاک یون هو      |
| ۶۳ کیلوگرم | یلینا شالجینا | اوچیرباتین ناسانبورما | پارک سان اون    |
| ۶۳ کیلوگرم | یلینا شالجینا | اوچیرباتین ناسانبورما | چن منگ          |
| ۷۲ کیلوگرم | گلگ جامسین    | لای دان               | کایکو هامانگوجی |
| ۷۲ کیلوگرم | گلگ جامسین    | لای دان               | گوزل مانیوراوا  |

## حواشی
در وزن 60 کیلوگرم کشتی آزاد،سعید احمدی آسیب دیده، نماینده ایران بود.او با وجود آسیب دیدگی شدید در مسابقه شانس مجدد برای کسب مدال برنز به مصاف کشتی گیری از چین رفت.با اینکه نتوانست کشتی را پیروز شود اما به خاطر تلاشش،تحسین مسئولان ورزشی را برانگیخت.به گونه ای که به دستور محمود احمدی نژاد رئیس‌جمهور وقت،پاداش مدال برنز را به او اهدا کردند.پس از پایان کشتی نیز کشتی گیر چینی به نشانه احترام،احمدی را که توان راه رفتن نداشت،تا کنار تشک کشتی با خود حمل کرد.